# أبراهام بريغيه
أبراهام لوي بريغيه (بالفرنسية: Abraham-Louis Breguet)‏ ـ (10 يناير 1747 ـ 17 سبتمبر 1823) هو صانع ساعات، ولد في مدينة نوشاتيل السويسرية، أسس شركة بريغيه للساعات في باريس سنة 1775، كان أهم وأشهر صانع ساعات في عصره، وعُرف هو ومعاصره جون أرنولد بأنهما أعظم علماء البنكامات في التاريخ كله، وكان يقتني الساعات التي يصنعها أعضاء الأسر الحاكمة والنبلاء في أنحاء أوروبا.

## من ذريته
- الفيزيائي الفرنسي لوي فرانسوا كليمان بريغيه، وهو حفيده من ابنه أنطوان، وكان رائدًا للاتصالات التلغرافية في بواكير عصرها، كما تولى إدارة شركة بريغيه عقب تقاعد أبيه سنة 1833.
- لوي شارل بريغيه، حفيد لوي فرانسوا كليمان بريغيه، وكان من رواد الطيران وصانعًا للطائرات.

## روابط خارجية
- أبراهام بريغيه على موقع الموسوعة البريطانية (الإنجليزية)